# 岡部文夫
岡部 文夫（おかべ ふみお、1908年〈明治41年〉4月25日 - 1990年〈平成2年〉8月9日）は、日本の歌人。

## 来歴
石川県羽咋郡志賀町出身。二松学舎専門学校中退。日本専売公社に勤務し、北信越各地を転々とした。退職後は福井県春江町に住んだ。1927年同郷で小学校の二年上の坪野哲久の影響を受けて歌誌「ポトナム」に入会、1928年「短歌戦線」の創刊に参加、口語自由律短歌を作り、プロレタリア歌人となる。第一歌集「どん底の叫び」および第二歌集「鑿岩夫」は発禁処分も受けた。同郷の藤澤清造と交流があり「鑿岩夫」の序文をもらっているが、借金の無心をされ断ったことを機に絶交したという 。その後はプロレタリア歌人同盟を脱退し、古泉千樫系の歌誌「青垣」にて橋本徳壽に師事。文語定型へと回帰した。
戦後1948年「海潮」を創刊、主宰。1981年「晩冬」で第8回日本歌人クラブ賞、1983年「雪」「鯉」で第19回短歌研究賞、1987年「雪天」で第21回迢空賞受賞。

## 著書
- 『どん底の叫び』歌集、紅玉堂書店、1930年2月、無産者歌人叢書、
- 『鑿岩夫』プロレタリア短歌集、紅玉堂書店、1930年9月、無産者歌人叢書
- 『いしかは』歌集、山本賢次共著、青垣会、1937年10月、青垣叢書
- 『灰白の群』歌集、新風詩社、1939年6月
- 『寒雉集』歌集、青垣会、1946年9月、青垣叢書
- 『風』歌集、高嶺書房、1948年7月
- 『玄冬』歌集、氷見新聞社、1948年2月、氷見文化叢書
- 『雪炎』歌集、立山図書出版社、1949年9月
- 『運河』歌集、新協出版社、1949年
- 『石上』歌集、海潮短歌会、1952年12月、海潮叢書
- 『青柚集』歌集、短歌新聞社、1975年5月、短歌新聞社
- 『石の上の霜』歌集、短歌新聞社、1977年4月
- 『晩冬』歌集、短歌新聞社、1980年4月
- 『雪代』歌集、短歌新聞社、1982年5月
- 『能登』歌集、短歌新聞社、1985年6月
- 『雪天』歌集、短歌新聞社、1986年10月　（短歌新聞社文庫、1998年10月）
- 『氷見』歌集、海潮短歌会編、短歌新聞社、1992年10月
- 『岡部文夫全歌集』 短歌新聞社、2008年8月